# بيتر يوجين بول
بيتر يوجين بول (بالإنجليزية: Peter Eugene Ball)‏ هو خزاف ورسام بريطاني، ولد في 19 مارس 1943 في كوفنتري في المملكة المتحدة.

## أعمال
من بين أعماله:
تمثال "المسيح ممجدًا" في كاتدرائية تشيلمسفورد.

## وصلات خارجية
- الموقع الرسمي